# Mercury (automerk)

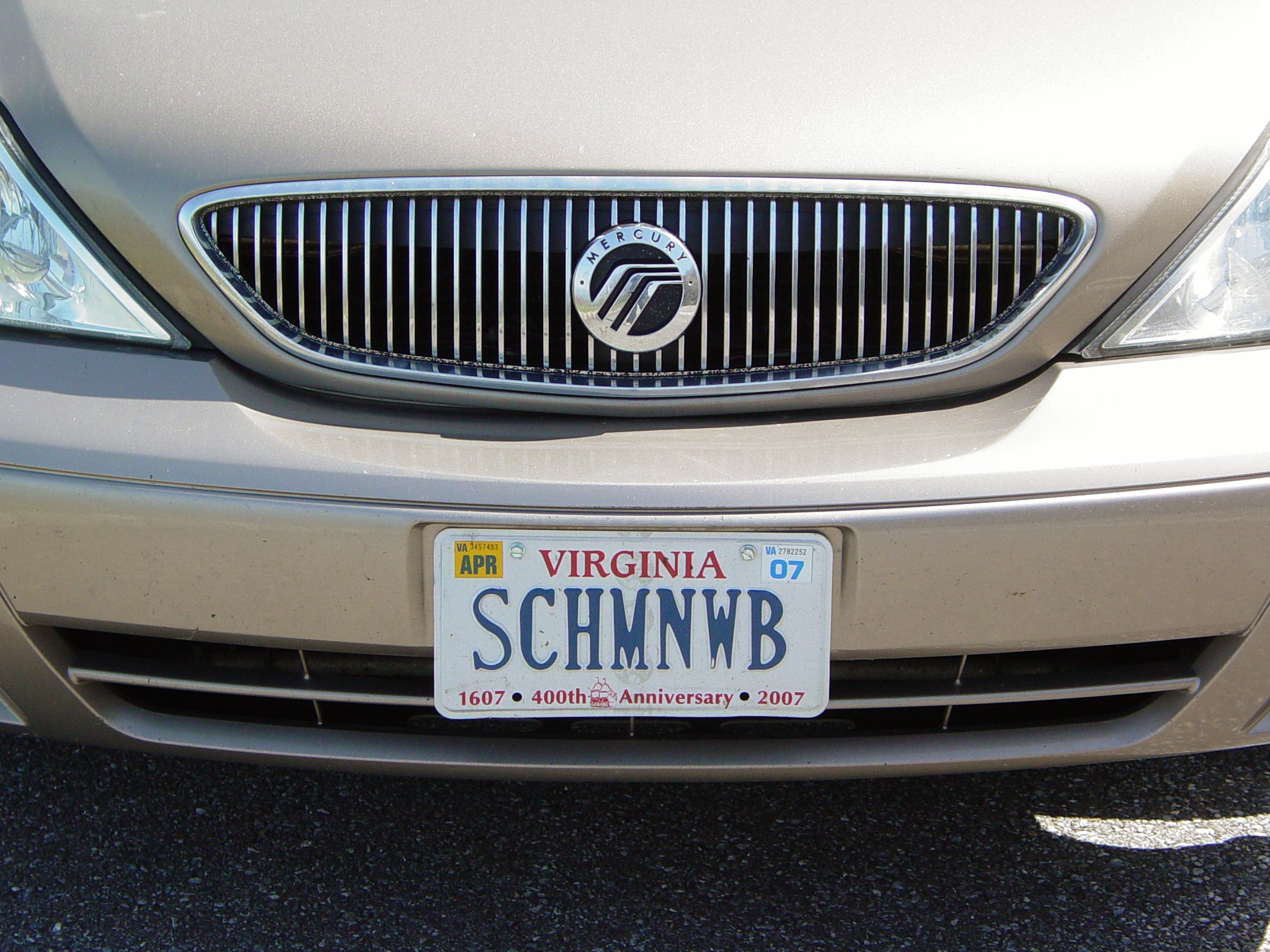
Het embleem op een Mercury Sable.

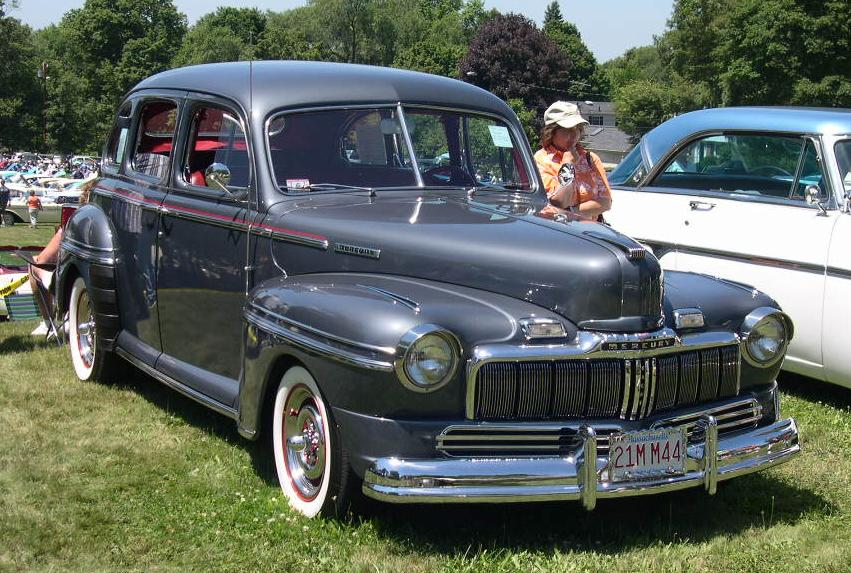
Mercury uit 1946.

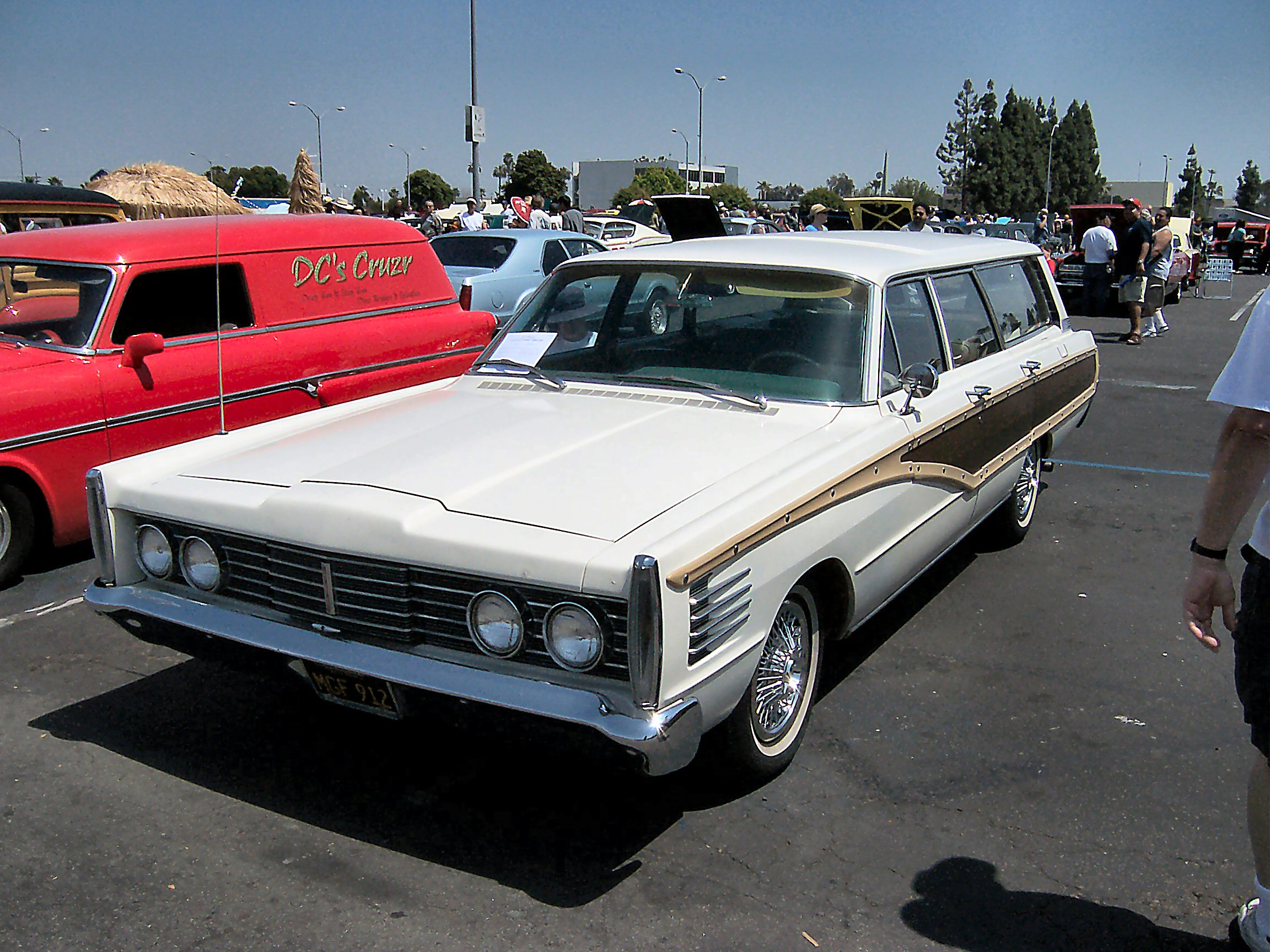
Mercury Colony Park uit 1965.

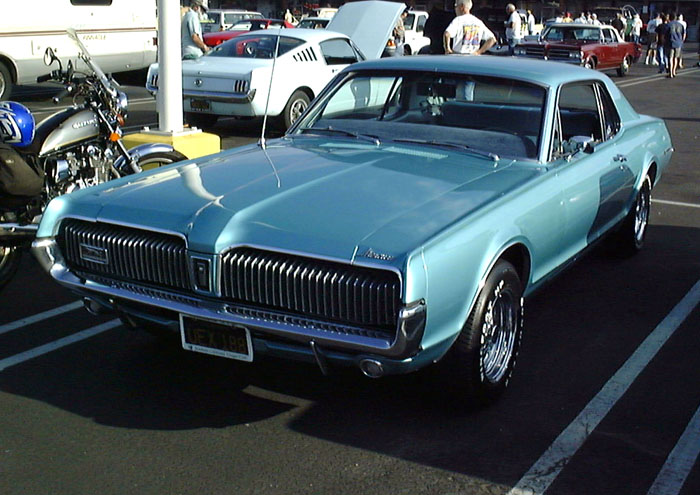
Mercury Cougar uit 1967.

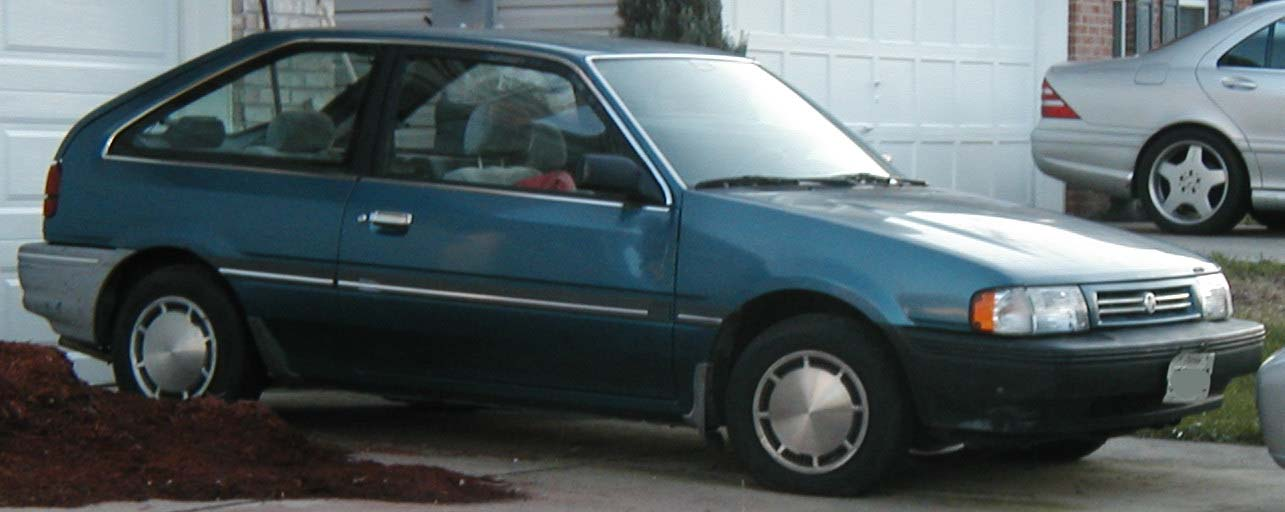
Mercury Tracer uit 1988-1990.

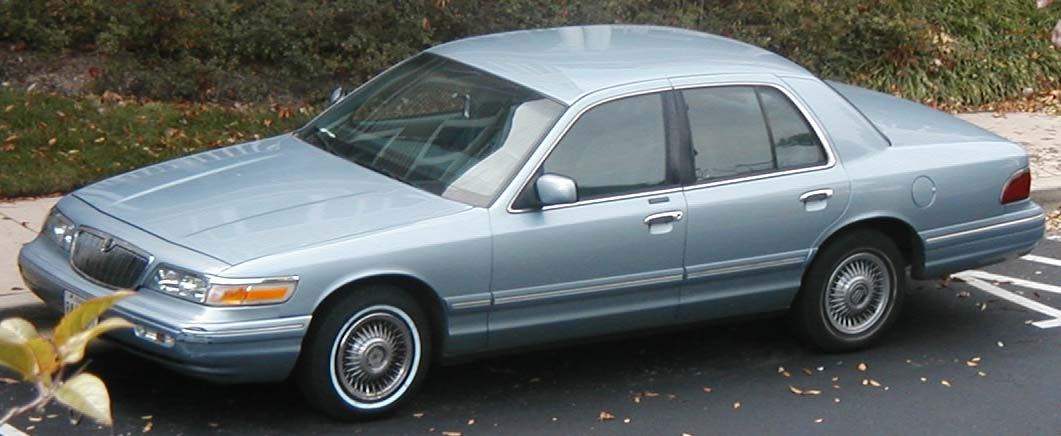
Mercury Grand Marquis uit 1995-1997.

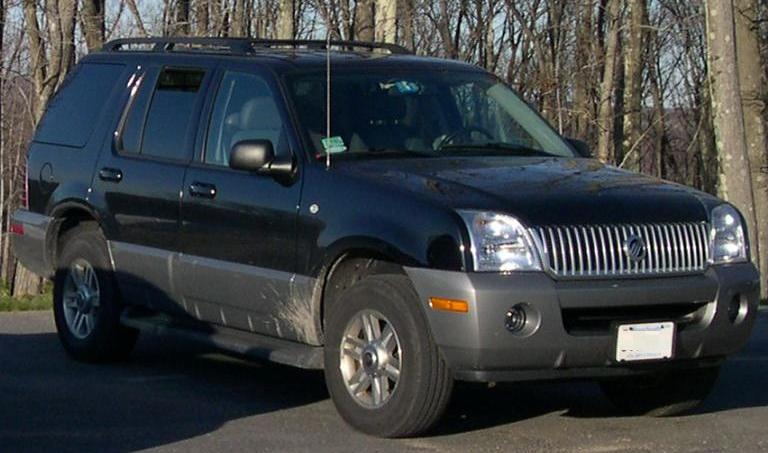
Mercury Mountaineer uit 2004.

Mercury was een Amerikaans automerk. Het werd in 1939 door Edsel Ford van Ford Motor Company opgericht om de prijskloof tussen het merk Ford en het luxemerk Lincoln te dichten. De meeste Mercurymodellen waren gebaseerd op platformen van Ford. Later waren de meeste Mercurymodellen gebaseerd op Fordmodellen met een zeer beperkt onderscheid. Mercury was ondergebracht bij Fords Lincoln-Mercury divisie. Het merk werd verkocht in de Verenigde Staten en tot 1999 ook in Canada en Mexico. Daarna werden de modellen in die twee landen onder de merknaam Ford verkocht. Verder werden enkele modellen geëxporteerd naar Saoedi-Arabië en Koeweit.
Op 4 januari 2011 werd Mercury als merk opgeheven. Ford besloot daartoe door een algehele reorganisatie binnen de onderneming en ook omdat vrijwel alle Mercurymodellen van de afgelopen decennia gebaseerd waren op Fordmodellen. Op basis van een portfolio-analyse besloot Ford zich uitsluitend te richten op het sterke merk Ford en het luxemerk Lincoln.

## Geschiedenis

### Voorgeschiedenis
Ford Motor Company had lange tijd een succesvolle één-model politiek gevoerd. In de vroege jaren 20 was de helft van alle auto's op de Amerikaanse wegen een Ford Model T. Om beter te kunnen concurreren met General Motors, moest er meer diversiteit komen. Daartoe kocht Ford in 1922 het luxemerk Lincoln op. Ford had nu een goedkoop merk en een duur luxemerk. General Motors had echter ook merken als Buick en Oldsmobile, en bereikte zo alle prijsklassen.

### Het begin
In 1939 richtte Ford het merk Mercury op om in de middenklasse te concurreren met Buick en Oldsmobile. De naam kwam van de Romeinse god Mercurius, "Mercury" in het Engels. In het begin was Mercury in feite een luxueuze Ford. Het eerste model, de Mercury Eight, was 102 mm langer dan de Ford waarvan het was afgeleid. Fords V8-motor werd vergroot tot 3,9 liter en met 95 pk gaf het uitstekende prestaties. De Eight werd een onmiddellijk succes en er werden in een paar jaar tijd meer dan 155.000 eenheden van verkocht. Tijdens de Tweede Wereldoorlog lag de productie stil omdat was overgeschakeld op oorlogsproductie.

### Lincoln-Mercury Divisie
Mercury bleef tot 1945 een aparte divisie. In dat jaar werd het merk samen met Lincoln gecombineerd in de Lincoln-Mercury Divisie. Met die strategie wilde Ford van Mercury's imago als luxe-Ford af om er 'het kleine broertje van Lincoln' van te maken. In 1958 kwam ook het nieuwe merk Edsel erbij en werd de afdeling de Mercury-Edsel-Lincoln Divisie. Edsel was echter geen lang leven beschoren en na de stopzetting ervan kreeg de afdeling haar vorige naam terug.
Vanaf de jaren 50 had Mercury eigen koetswerkstijlen en werd het merk bekend om haar stijlvolle, krachtige en moderne modellen. Gedurende de jaren 60 en begin jaren 70 kwam Mercury steeds verder van Ford te staan.

### De oliecrisis
Toen de Oliecrisis van 1973 toesloeg werden sommige automerken, en vooral de luxemerken, hard getroffen. De consument wilde nu kleinere en meer zuinige auto's. Mercury speelde daarop in door de compacte Mercury Capri en de Mercury Bobcat te introduceren. Die modellen kenden een groot succes en gedurende de over het algemeen moeilijke jaren 70 bleven de verkoopcijfers groeien. De verkopen van het merk bereikten een piek in 1978 met 580.000 eenheden.
Ook de jaren 80 waren zwaar voor de auto-industrie. Mercury werd als merk opnieuw dicht bij Ford gepositioneerd waardoor het imago verslechterde. Het merk had echter wel succes met de Mercury Sable in 1986. Dit was in feite een luxe-uitvoering van de Ford Taurus. In 1988 lanceerde Mercury nog de Tracer; een economymodel van Mazda-origine waarvan de 3-deurs uitvoering in Japan werd gebouwd.

### Recent
Toen monovolumes en SUV's in de jaren 90 populair werden lanceerde Mercury de Villager in 1993 en de Mountaineer in 1997. De Villager kwam overigens overeen met de Nissan Quest en de Mountaineer was gebaseerd op de Ford Explorer. In 1994 kende Mercury een nieuw piekmoment met meer dan 480.000 verkochte eenheden.
Vanaf 2006 had Mercury een vrij bescheiden gamma van zes modellen die gebaseerd waren op modellen van Ford.
Ford leed flinke verliezen rond 2005-2006 en daar kwam de kredietcrisis van 2008 nog eens overheen. Ford moest flink reorganiseren en besloot om vanaf 2011 het merk Mercury te schrappen. Eerder deed Ford al afstand van de merken Jaguar/LandRover, Aston Martin en Volvo. Het merk Lincoln bleef nog wel behouden.

## Modellen

### Laatste modellen
- 1983-2011: Mercury Grand Marquis (gebaseerd op de Ford Crown Victoria)
- 2005-2011: Mercury Mariner (gebaseerd op de Ford Escape)
- 2003-2004: Mercury Marauder (gebaseerd op de Ford Crown Victoria)
- 2005-2010: Mercury Milan (gebaseerd op de Ford Fusion)
- 2005-2007: Mercury Montego (gebaseerd op de Ford Five Hundred)
- 2004-2007: Mercury Monterey (gebaseerd op de Ford Freestar)
- 1997-2010: Mercury Mountaineer (gebaseerd op de Ford Explorer)
- 1986-2009: Mercury Sable (gebaseerd op de Ford Taurus)

### Tijdlijn
| « vorig — Mercury-modellen van 1980 tot 2011 | « vorig — Mercury-modellen van 1980 tot 2011 | « vorig — Mercury-modellen van 1980 tot 2011 | « vorig — Mercury-modellen van 1980 tot 2011 | « vorig — Mercury-modellen van 1980 tot 2011 | « vorig — Mercury-modellen van 1980 tot 2011 | « vorig — Mercury-modellen van 1980 tot 2011 | « vorig — Mercury-modellen van 1980 tot 2011 | « vorig — Mercury-modellen van 1980 tot 2011 | « vorig — Mercury-modellen van 1980 tot 2011 | « vorig — Mercury-modellen van 1980 tot 2011 | « vorig — Mercury-modellen van 1980 tot 2011 | « vorig — Mercury-modellen van 1980 tot 2011 | « vorig — Mercury-modellen van 1980 tot 2011 | « vorig — Mercury-modellen van 1980 tot 2011 | « vorig — Mercury-modellen van 1980 tot 2011 | « vorig — Mercury-modellen van 1980 tot 2011 | « vorig — Mercury-modellen van 1980 tot 2011 | « vorig — Mercury-modellen van 1980 tot 2011 | « vorig — Mercury-modellen van 1980 tot 2011 | « vorig — Mercury-modellen van 1980 tot 2011 | « vorig — Mercury-modellen van 1980 tot 2011 | « vorig — Mercury-modellen van 1980 tot 2011 | « vorig — Mercury-modellen van 1980 tot 2011 | « vorig — Mercury-modellen van 1980 tot 2011 | « vorig — Mercury-modellen van 1980 tot 2011 | « vorig — Mercury-modellen van 1980 tot 2011 | « vorig — Mercury-modellen van 1980 tot 2011 | « vorig — Mercury-modellen van 1980 tot 2011 | « vorig — Mercury-modellen van 1980 tot 2011 | « vorig — Mercury-modellen van 1980 tot 2011 | « vorig — Mercury-modellen van 1980 tot 2011 | « vorig — Mercury-modellen van 1980 tot 2011 | « vorig — Mercury-modellen van 1980 tot 2011 |
| -------------------------------------------- | -------------------------------------------- | -------------------------------------------- | -------------------------------------------- | -------------------------------------------- | -------------------------------------------- | -------------------------------------------- | -------------------------------------------- | -------------------------------------------- | -------------------------------------------- | -------------------------------------------- | -------------------------------------------- | -------------------------------------------- | -------------------------------------------- | -------------------------------------------- | -------------------------------------------- | -------------------------------------------- | -------------------------------------------- | -------------------------------------------- | -------------------------------------------- | -------------------------------------------- | -------------------------------------------- | -------------------------------------------- | -------------------------------------------- | -------------------------------------------- | -------------------------------------------- | -------------------------------------------- | -------------------------------------------- | -------------------------------------------- | -------------------------------------------- | -------------------------------------------- | -------------------------------------------- | -------------------------------------------- | -------------------------------------------- |
| Type                                         | 1980                                         | 1980                                         | 1980                                         | 1980                                         | 1980                                         | 1980                                         | 1980                                         | 1980                                         | 1980                                         | 1980                                         | 1990                                         | 1990                                         | 1990                                         | 1990                                         | 1990                                         | 1990                                         | 1990                                         | 1990                                         | 1990                                         | 1990                                         | 2000                                         | 2000                                         | 2000                                         | 2000                                         | 2000                                         | 2000                                         | 2000                                         | 2000                                         | 2000                                         | 2000                                         | 2010                                         | 2010                                         |                                              |
| Type                                         | 0                                            | 1                                            | 2                                            | 3                                            | 4                                            | 5                                            | 6                                            | 7                                            | 8                                            | 9                                            | 0                                            | 1                                            | 2                                            | 3                                            | 4                                            | 5                                            | 6                                            | 7                                            | 8                                            | 9                                            | 0                                            | 1                                            | 2                                            | 3                                            | 4                                            | 5                                            | 6                                            | 7                                            | 8                                            | 9                                            | 0                                            | 1                                            |                                              |
| Compacte klasse                              | Bobcat                                       | Lynx                                         | Lynx                                         | Lynx                                         | Lynx                                         | Lynx                                         | Lynx                                         | Lynx                                         | Tracer                                       | Tracer                                       |                                              |                                              |                                              |                                              |                                              |                                              |                                              |                                              |                                              |                                              |                                              |                                              |                                              |                                              |                                              |                                              |                                              |                                              |                                              |                                              |                                              |                                              |                                              |
| Compacte middenklasse                        |                                              |                                              |                                              |                                              |                                              |                                              |                                              |                                              |                                              |                                              |                                              | Tracer                                       | Tracer                                       | Tracer                                       | Tracer                                       | Tracer                                       | Tracer                                       | Tracer                                       | Tracer                                       | Tracer                                       |                                              |                                              |                                              |                                              |                                              |                                              |                                              |                                              |                                              |                                              |                                              |                                              |                                              |
| Compacte middenklasse                        | Zephyr                                       | Zephyr                                       | Zephyr                                       | Zephyr                                       | Topaz                                        | Topaz                                        | Topaz                                        | Topaz                                        | Topaz                                        | Topaz                                        | Topaz                                        | Topaz                                        | Topaz                                        | Topaz                                        | Topaz                                        | Mystique                                     | Mystique                                     | Mystique                                     | Mystique                                     | Mystique                                     | Mystique                                     |                                              |                                              |                                              |                                              |                                              |                                              |                                              |                                              |                                              |                                              |                                              |                                              |
| Middenklasse                                 |                                              | Cougar                                       | Cougar                                       | Marquis                                      | Marquis                                      | Marquis                                      | Marquis                                      |                                              |                                              |                                              |                                              |                                              |                                              |                                              |                                              |                                              |                                              |                                              |                                              |                                              |                                              |                                              |                                              |                                              |                                              |                                              | Milan                                        | Milan                                        | Milan                                        | Milan                                        | Milan                                        |                                              |                                              |
| Middenklasse                                 | Monarch                                      |                                              |                                              |                                              |                                              |                                              | Sable                                        | Sable                                        | Sable                                        | Sable                                        | Sable                                        | Sable                                        | Sable                                        | Sable                                        | Sable                                        | Sable                                        | Sable                                        | Sable                                        | Sable                                        | Sable                                        | Sable                                        | Sable                                        | Sable                                        | Sable                                        | Sable                                        | Sable                                        |                                              |                                              |                                              |                                              |                                              |                                              |                                              |
| Hogere middenklasse                          | Marquis                                      | Marquis                                      | Marquis                                      | Grand Marquis                                | Grand Marquis                                | Grand Marquis                                | Grand Marquis                                | Grand Marquis                                | Grand Marquis                                | Grand Marquis                                | Grand Marquis                                | Grand Marquis                                | Grand Marquis                                | Grand Marquis                                | Grand Marquis                                | Grand Marquis                                | Grand Marquis                                | Grand Marquis                                | Grand Marquis                                | Grand Marquis                                | Grand Marquis                                | Grand Marquis                                | Grand Marquis                                | Grand Marquis                                | Grand Marquis                                | Grand Marquis                                | Grand Marquis                                | Grand Marquis                                | Grand Marquis                                | Grand Marquis                                | Grand Marquis                                | Grand Marquis                                |                                              |
| Hogere middenklasse                          | Colony Park                                  | Colony Park                                  | Colony Park                                  | Colony Park                                  | Colony Park                                  | Colony Park                                  | Colony Park                                  | Colony Park                                  | Colony Park                                  | Colony Park                                  | Colony Park                                  | Colony Park                                  |                                              |                                              |                                              |                                              |                                              |                                              |                                              |                                              |                                              |                                              |                                              | Marauder                                     | Marauder                                     | Montego                                      | Montego                                      | Montego                                      | Sable                                        | Sable                                        |                                              |                                              |                                              |
| Personal luxury                              | Cougar                                       | Cougar                                       | Cougar                                       | Cougar                                       | Cougar                                       | Cougar                                       | Cougar                                       | Cougar                                       | Cougar                                       | Cougar                                       | Cougar                                       | Cougar                                       | Cougar                                       | Cougar                                       | Cougar                                       | Cougar                                       | Cougar                                       | Cougar                                       |                                              |                                              |                                              |                                              |                                              |                                              |                                              |                                              |                                              |                                              |                                              |                                              |                                              |                                              |                                              |
| Compacte sportwagen                          | Capri                                        | Capri                                        | Capri                                        | Capri                                        | Capri                                        | Capri                                        | Capri                                        |                                              |                                              |                                              |                                              | Capri                                        | Capri                                        | Capri                                        | Capri                                        |                                              |                                              |                                              |                                              |                                              |                                              |                                              |                                              |                                              |                                              |                                              |                                              |                                              |                                              |                                              |                                              |                                              |                                              |
| Compacte sportwagen                          |                                              | LN7                                          | LN7                                          |                                              |                                              |                                              |                                              |                                              |                                              |                                              |                                              |                                              |                                              |                                              |                                              |                                              |                                              |                                              | Cougar                                       | Cougar                                       | Cougar                                       | Cougar                                       | Cougar                                       |                                              |                                              |                                              |                                              |                                              |                                              |                                              |                                              |                                              |                                              |
| SUV                                          |                                              |                                              |                                              |                                              |                                              |                                              |                                              |                                              |                                              |                                              |                                              |                                              |                                              |                                              |                                              |                                              |                                              |                                              |                                              |                                              |                                              |                                              |                                              |                                              |                                              | Mariner                                      | Mariner                                      | Mariner                                      | Mariner                                      | Mariner                                      | Mariner                                      | Mariner                                      |                                              |
| SUV                                          |                                              |                                              |                                              |                                              |                                              |                                              |                                              |                                              |                                              |                                              |                                              |                                              |                                              |                                              |                                              |                                              |                                              | Mountaineer                                  | Mountaineer                                  | Mountaineer                                  | Mountaineer                                  | Mountaineer                                  | Mountaineer                                  | Mountaineer                                  | Mountaineer                                  | Mountaineer                                  | Mountaineer                                  | Mountaineer                                  | Mountaineer                                  | Mountaineer                                  | Mountaineer                                  |                                              |                                              |
| MPV                                          |                                              |                                              |                                              |                                              |                                              |                                              |                                              |                                              |                                              |                                              |                                              |                                              |                                              | Villager                                     | Villager                                     | Villager                                     | Villager                                     | Villager                                     | Villager                                     | Villager                                     | Villager                                     | Villager                                     | Villager                                     |                                              | Monterey                                     | Monterey                                     | Monterey                                     | Monterey                                     |                                              |                                              |                                              |                                              |                                              |

| Mercury-modellen van 1945 tot 1980 — volgend » | Mercury-modellen van 1945 tot 1980 — volgend » | Mercury-modellen van 1945 tot 1980 — volgend » | Mercury-modellen van 1945 tot 1980 — volgend » | Mercury-modellen van 1945 tot 1980 — volgend » | Mercury-modellen van 1945 tot 1980 — volgend » | Mercury-modellen van 1945 tot 1980 — volgend » | Mercury-modellen van 1945 tot 1980 — volgend » | Mercury-modellen van 1945 tot 1980 — volgend » | Mercury-modellen van 1945 tot 1980 — volgend » | Mercury-modellen van 1945 tot 1980 — volgend » | Mercury-modellen van 1945 tot 1980 — volgend » | Mercury-modellen van 1945 tot 1980 — volgend » | Mercury-modellen van 1945 tot 1980 — volgend » | Mercury-modellen van 1945 tot 1980 — volgend » | Mercury-modellen van 1945 tot 1980 — volgend » | Mercury-modellen van 1945 tot 1980 — volgend » | Mercury-modellen van 1945 tot 1980 — volgend » | Mercury-modellen van 1945 tot 1980 — volgend » | Mercury-modellen van 1945 tot 1980 — volgend » | Mercury-modellen van 1945 tot 1980 — volgend » | Mercury-modellen van 1945 tot 1980 — volgend » | Mercury-modellen van 1945 tot 1980 — volgend » | Mercury-modellen van 1945 tot 1980 — volgend » | Mercury-modellen van 1945 tot 1980 — volgend » | Mercury-modellen van 1945 tot 1980 — volgend » | Mercury-modellen van 1945 tot 1980 — volgend » | Mercury-modellen van 1945 tot 1980 — volgend » | Mercury-modellen van 1945 tot 1980 — volgend » | Mercury-modellen van 1945 tot 1980 — volgend » | Mercury-modellen van 1945 tot 1980 — volgend » | Mercury-modellen van 1945 tot 1980 — volgend » | Mercury-modellen van 1945 tot 1980 — volgend » | Mercury-modellen van 1945 tot 1980 — volgend » | Mercury-modellen van 1945 tot 1980 — volgend » | Mercury-modellen van 1945 tot 1980 — volgend » | Mercury-modellen van 1945 tot 1980 — volgend » |
| ---------------------------------------------- | ---------------------------------------------- | ---------------------------------------------- | ---------------------------------------------- | ---------------------------------------------- | ---------------------------------------------- | ---------------------------------------------- | ---------------------------------------------- | ---------------------------------------------- | ---------------------------------------------- | ---------------------------------------------- | ---------------------------------------------- | ---------------------------------------------- | ---------------------------------------------- | ---------------------------------------------- | ---------------------------------------------- | ---------------------------------------------- | ---------------------------------------------- | ---------------------------------------------- | ---------------------------------------------- | ---------------------------------------------- | ---------------------------------------------- | ---------------------------------------------- | ---------------------------------------------- | ---------------------------------------------- | ---------------------------------------------- | ---------------------------------------------- | ---------------------------------------------- | ---------------------------------------------- | ---------------------------------------------- | ---------------------------------------------- | ---------------------------------------------- | ---------------------------------------------- | ---------------------------------------------- | ---------------------------------------------- | ---------------------------------------------- | ---------------------------------------------- |
| Type                                           | 1940                                           | 1940                                           | 1940                                           | 1940                                           | 1940                                           | 1950                                           | 1950                                           | 1950                                           | 1950                                           | 1950                                           | 1950                                           | 1950                                           | 1950                                           | 1950                                           | 1950                                           | 1960                                           | 1960                                           | 1960                                           | 1960                                           | 1960                                           | 1960                                           | 1960                                           | 1960                                           | 1960                                           | 1960                                           | 1970                                           | 1970                                           | 1970                                           | 1970                                           | 1970                                           | 1970                                           | 1970                                           | 1970                                           | 1970                                           | 1970                                           |                                                |
| Type                                           | 5                                              | 6                                              | 7                                              | 8                                              | 9                                              | 0                                              | 1                                              | 2                                              | 3                                              | 4                                              | 5                                              | 6                                              | 7                                              | 8                                              | 9                                              | 0                                              | 1                                              | 2                                              | 3                                              | 4                                              | 5                                              | 6                                              | 7                                              | 8                                              | 9                                              | 0                                              | 1                                              | 2                                              | 3                                              | 4                                              | 5                                              | 6                                              | 7                                              | 8                                              | 9                                              |                                                |
| Compacte klasse                                |                                                |                                                |                                                |                                                |                                                |                                                |                                                |                                                |                                                |                                                |                                                |                                                |                                                |                                                |                                                |                                                |                                                |                                                |                                                |                                                |                                                |                                                |                                                |                                                |                                                |                                                |                                                |                                                |                                                |                                                | Bobcat                                         | Bobcat                                         | Bobcat                                         | Bobcat                                         | Bobcat                                         |                                                |
| Compacte middenklasse                          |                                                |                                                |                                                |                                                |                                                |                                                |                                                |                                                |                                                |                                                |                                                |                                                |                                                |                                                |                                                | Comet                                          | Comet                                          | Comet                                          | Comet                                          | Comet                                          | Comet                                          |                                                |                                                |                                                |                                                |                                                | Comet                                          | Comet                                          | Comet                                          | Comet                                          | Comet                                          | Comet                                          | Comet                                          | Zephyr                                         | Zephyr                                         | Zephyr                                         |
| Middenklasse                                   |                                                |                                                |                                                |                                                |                                                |                                                |                                                |                                                |                                                |                                                |                                                |                                                |                                                |                                                |                                                |                                                |                                                | Meteor                                         | Meteor                                         |                                                |                                                |                                                |                                                | Montego                                        | Montego                                        | Montego                                        | Montego                                        | Montego                                        | Montego                                        | Montego                                        | Montego                                        | Montego                                        | Cougar                                         | Cougar                                         | Cougar                                         |                                                |
| Middenklasse                                   |                                                |                                                |                                                |                                                |                                                |                                                |                                                |                                                |                                                |                                                |                                                |                                                |                                                |                                                |                                                |                                                |                                                |                                                |                                                |                                                |                                                | Comet                                          | Comet                                          | Comet                                          | Comet                                          |                                                |                                                |                                                |                                                |                                                | Monarch                                        | Monarch                                        | Monarch                                        | Monarch                                        | Monarch                                        |                                                |
| Hogere middenklasse                            |                                                | Eight                                          | Eight                                          | Eight                                          | Eight                                          | Eight                                          | Eight                                          | Monterey                                       | Monterey                                       | Monterey                                       | Monterey                                       | Monterey                                       | Monterey                                       | Monterey                                       | Monterey                                       | Monterey                                       | Monterey                                       | Monterey                                       | Monterey                                       | Monterey                                       | Monterey                                       | Monterey                                       | Monterey                                       | Monterey                                       | Monterey                                       | Monterey                                       | Monterey                                       | Monterey                                       | Monterey                                       | Monterey                                       |                                                |                                                |                                                |                                                |                                                |                                                |
| Hogere middenklasse                            |                                                |                                                |                                                |                                                |                                                |                                                |                                                |                                                |                                                |                                                | Montclair                                      | Montclair                                      | Montclair                                      | Montclair                                      | Montclair                                      | Montclair                                      | Meteor                                         |                                                |                                                | Montclair                                      | Montclair                                      | Montclair                                      | Montclair                                      | Montclair                                      | Monterey Custom                                | Monterey Custom                                | Monterey Custom                                | Monterey Custom                                | Monterey Custom                                | Monterey Custom                                |                                                |                                                |                                                |                                                |                                                |                                                |
| Hogere middenklasse                            |                                                |                                                |                                                |                                                |                                                |                                                |                                                |                                                |                                                |                                                |                                                |                                                |                                                | Park Lane                                      | Park Lane                                      | Park Lane                                      |                                                |                                                |                                                | Park Lane                                      | Park Lane                                      | Park Lane                                      | Park Lane                                      | Park Lane                                      | Marquis                                        | Marquis                                        | Marquis                                        | Marquis                                        | Marquis                                        | Marquis                                        | Marquis                                        | Marquis                                        | Marquis                                        | Marquis                                        | Marquis                                        |                                                |
| Hogere middenklasse                            |                                                |                                                |                                                |                                                |                                                |                                                |                                                |                                                |                                                |                                                |                                                |                                                | Turnpike Cruiser                               | Turnpike Cruiser                               |                                                |                                                |                                                |                                                | Marauder                                       | Marauder                                       | Marauder                                       |                                                |                                                |                                                | Marauder                                       | Marauder                                       |                                                |                                                |                                                |                                                |                                                |                                                |                                                |                                                |                                                |                                                |
| Hogere middenklasse (stationwagen)             |                                                |                                                |                                                |                                                |                                                |                                                |                                                |                                                |                                                |                                                |                                                |                                                | Commuter                                       | Commuter                                       | Commuter                                       | Commuter                                       | Commuter                                       | Commuter                                       |                                                | Commuter                                       | Commuter                                       | Commuter                                       | Commuter                                       | Commuter                                       |                                                |                                                |                                                |                                                |                                                |                                                |                                                |                                                |                                                |                                                |                                                |                                                |
| Hogere middenklasse (stationwagen)             |                                                |                                                |                                                |                                                |                                                |                                                |                                                |                                                |                                                |                                                |                                                | Voyager                                        |                                                |                                                |                                                |                                                |                                                |                                                |                                                |                                                |                                                |                                                |                                                |                                                |                                                |                                                |                                                |                                                |                                                |                                                |                                                |                                                |                                                |                                                |                                                |                                                |
| Hogere middenklasse (stationwagen)             |                                                |                                                |                                                |                                                |                                                |                                                |                                                |                                                |                                                |                                                |                                                |                                                | Colony Park                                    | Colony Park                                    | Colony Park                                    | Colony Park                                    | Colony Park                                    | Colony Park                                    | Colony Park                                    | Colony Park                                    | Colony Park                                    | Colony Park                                    | Colony Park                                    | Colony Park                                    | Colony Park                                    | Colony Park                                    | Colony Park                                    | Colony Park                                    | Colony Park                                    | Colony Park                                    | Colony Park                                    | Colony Park                                    | Colony Park                                    | Colony Park                                    | Colony Park                                    |                                                |
| Personal luxury                                |                                                |                                                |                                                |                                                |                                                |                                                |                                                |                                                |                                                |                                                |                                                |                                                |                                                |                                                |                                                |                                                |                                                |                                                |                                                |                                                |                                                |                                                |                                                |                                                |                                                |                                                |                                                |                                                |                                                | Cougar                                         | Cougar                                         | Cougar                                         | Cougar                                         | Cougar                                         | Cougar                                         |                                                |
| Compacte sportwagen                            |                                                |                                                |                                                |                                                |                                                |                                                |                                                |                                                |                                                |                                                |                                                |                                                |                                                |                                                |                                                |                                                |                                                |                                                |                                                |                                                |                                                |                                                | Cougar                                         | Cougar                                         | Cougar                                         | Cougar                                         | Cougar                                         | Cougar                                         | Cougar                                         |                                                |                                                |                                                |                                                |                                                |                                                |                                                |
| Compacte sportwagen                            |                                                |                                                |                                                |                                                |                                                |                                                |                                                |                                                |                                                |                                                |                                                |                                                |                                                |                                                |                                                |                                                |                                                |                                                |                                                |                                                |                                                |                                                |                                                |                                                |                                                | Capri                                          | Capri                                          | Capri                                          | Capri                                          | Capri                                          | Capri II                                       | Capri II                                       | Capri II                                       |                                                | Capri                                          |                                                |
| Pick-up                                        |                                                | M-Series                                       | M-Series                                       | M-Series                                       | M-Series                                       | M-Series                                       | M-Series                                       | M-Series                                       | M-Series                                       | M-Series                                       | M-Series                                       | M-Series                                       | M-Series                                       | M-Series                                       | M-Series                                       | M-Series                                       | M-Series                                       | M-Series                                       | M-Series                                       | M-Series                                       | M-Series                                       | M-Series                                       | M-Series                                       | M-Series                                       |                                                |                                                |                                                |                                                |                                                |                                                |                                                |                                                |                                                |                                                |                                                |                                                |

## Fabrieken
De volgende fabrieken assembleerden Mercury-modellen:
| Fabriek                        | Plaats                                  | Model(len)                             | Noot                         |
| ------------------------------ | --------------------------------------- | -------------------------------------- | ---------------------------- |
| Atlanta Assembly               | Hapeville (Georgia, Verenigde Staten )  | Mercury Sable                          | Gesloten op 27 oktober 2006. |
| Chicago Assembly               | Chicago (Illinois, Verenigde Staten)    | Mercury Montego                        | Geen Mercury productie meer. |
| Hermosillo Stamping & Assembly | Hermosille (Sonora, Mexico)             | Mercury Milan                          | Geen Mercury productie meer. |
| Kansas City Assembly           | Claycomo (Missouri, Verenigde Staten)   | Mercury Mariner                        | Geen Mercury productie meer. |
| Louisville Assembly            | Louisville (Kentucky, Verenigde Staten) | Mercury Mountaineer                    | Geen Mercury productie meer. |
| Oakville Assembly              | Oakville (Ontario, Canada)              | Mercury Monterey                       | Geen Mercury productie meer. |
| St. Louis Assembly             | Hazelwood (Missouri, Verenigde Staten)  | Mercury Mountaineer                    | Stilgelegd in maart 2006.    |
| St. Thomas Assembly            | Talbotville (Ontario, Canada)           | Mercury Grand Marquis Mercury Marauder | Gesloten in 2011.            |

## Verkoopcijfers
Volgend zijn Mercury's verkoopcijfers in de Verenigde Staten van de afgelopen jaren:

## Productieaantallen
Volgende zijn Mercury's jaarlijkse productieaantallen waar bekend:
| - 1946: 86.608 - 1947: 85.383 - 1948: 50.268 - 1949: 301.319 - 1950: 293.658 - 1951: 310.387 - 1952: 172.087 - 1953: 305.863 - 1954: 259.305 - 1955: 329.808 - 1956: 327.943 - 1957: 286.163 - 1958: 133.271 - 1959: 150.000 - 1960: 271.331 | - 1961: 317.351 - 1962: 341.364 - 1963: 301.581 - 1964: 298.609 - 1965: 346.751 - 1966: 343.149 - 1967: 354.923 - 1968: 360.467 - 1969: 398.262 - 1970: 324.716 - 1971: 365.310 - 1972: 441.964 - 1973: 486.470 - 1974: 403.977 - 1975: 404.650 | - 1976: 480.361 - 1977: 521.909 - 1978: 635.051 - 1979: 669.138 - 1980: 347.711 - 1981: 375.756 - 1982: 328.597 - 1983: 359.594 - 1984: 475.381 - 1985: 419.869 - 1986: 399.240 - 1987: 315.147 - 1988: 298.859 - 1989: 294.899 - 1990: 242.637 |